# Jacob van Loo

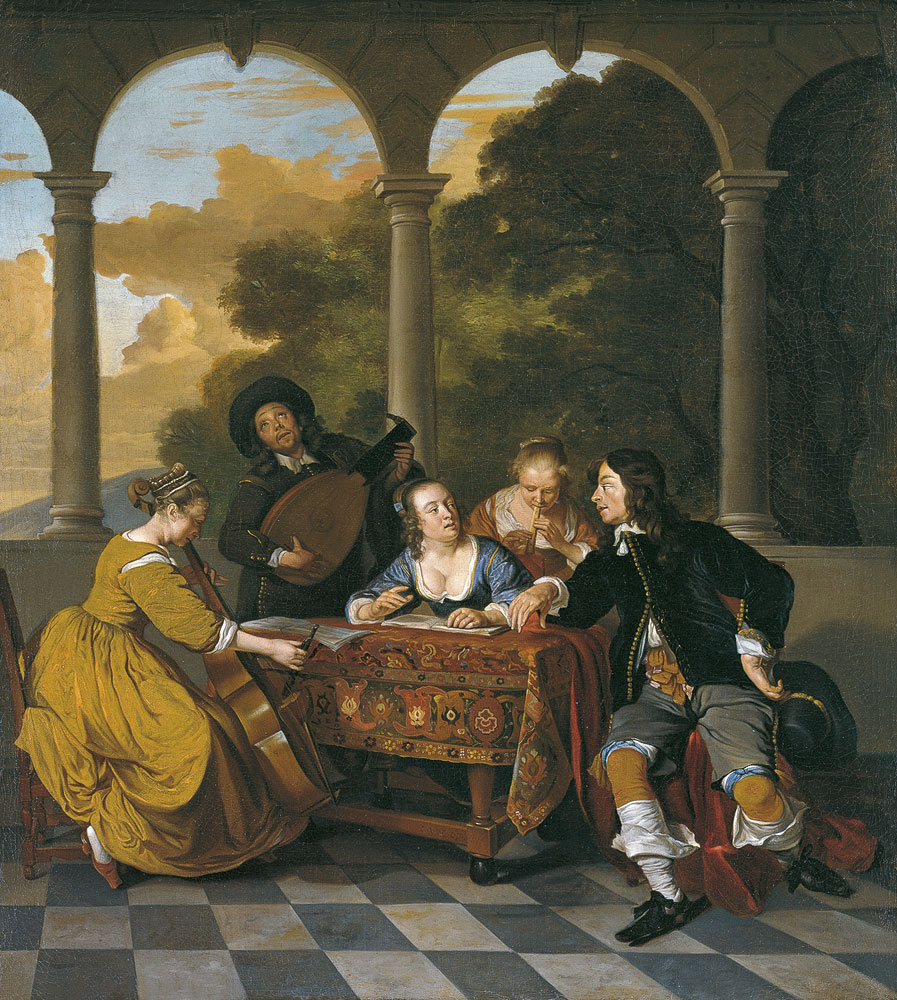
Grupo de músicos, óleo sobre lienzo, 73,3 x 66 cm, Madrid, Museo Thyssen Bornemisza.

Jacob van Loo (Sluis, c. 1614-París, 1670) fue un pintor barroco neerlandés.

## Biografía
Hijo y discípulo de Johannes van Loo, pintor de género natural de Sluis, se estableció en Ámsterdam donde contrajo matrimonio en 1642 con Anna Lengele, hermana del pintor Martín Lengele, y adquirió la ciudadanía en 1652. En 1660, en el curso de una pelea en una taberna, apuñaló mortalmente a un tal Hendrik Breda. Acusado de homicidio, buscó refugio en París tras huir precipitadamente de Holanda, donde se le condenó a muerte en rebeldía y fue desterrado a perpetuidad de Holanda y Frisia. En 1663 fue admitido como retratista en la Académie royale de peinture et de sculpture.

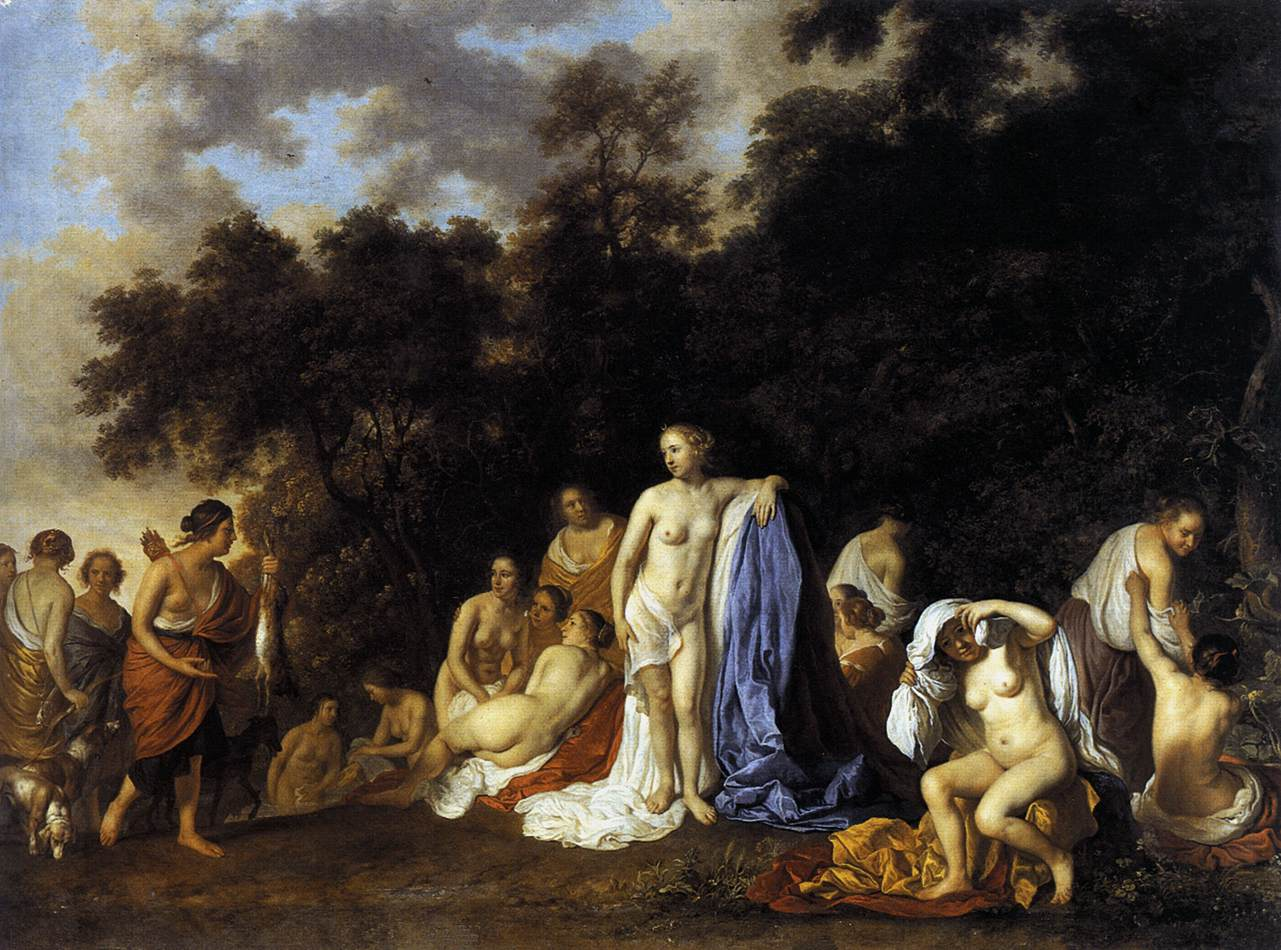
Diana y sus ninfas, óleo sobre lienzo, 100 x 136 cm, Copenhague, Statens Museum for Kunst.

Pintor de historia, de escenas de género y de retratos, en sus primeras obras conocidas y en torno a 1650 trató con preferencia temas mitológicos con abundancia de desnudos femeninos en composiciones complejas, como las Escenas con bacantes del Rijksmuseum de Ámsterdam y de la Gemäldegalerie Alte Meister de Dresde, o la Diana y sus ninfas de la Galería Nacional de Dinamarca. A partir de 1650 comenzó a pintar escenas galantes que llegarían a ser muy populares. Localizadas en interiores burgueses o en galerías abiertas al paisaje, con personajes comunes en actitud de cortejarse o conversando relajados en compañía de unos pocos músicos, se han considerado ejemplos tempranos de las conversation pieces. Como retratista, género que siguió cultivando tras su fuga a París (Retrato de Michel Corneille el Viejo, París, Louvre), pintó retratos colectivos convencionales (Retratos de los regentes y de las institutrices del Almshouse, asilo de ancianos de Haarlem, 1659, Frans Hals Museum) e informales grupos familiares, como el retrato de una familia desconocida en un paisaje, en colección privada de Ámsterdam, cercano en su concepción y en el sutil tratamiento de las telas a sus piezas de conversación.
Jacob van Loo echó en París las raíces de una larga saga de artistas que se prolongó hasta el siglo XIX. Sus hijos Jean y Abraham van Loo continuaron en Francia el oficio paterno, como también varios de sus nietos (entre ellos, Carle van Loo) y biznietos, como Louis-Michel van Loo.